# Mura di Udine
Nella città di Udine restano tracce o notizie di cinque cerchie di mura che l’hanno protetta nel corso della sua storia a partire dal Medioevo, dopo il terrapieno del grande castelliere dell'età del bronzo. Esse erano dotate di porte e portoni, con muraglie merlate, turriti contrafforti, fossati, ponti e ballatoi. Più propriamente, il termine portoni era riservato alle porte della terza cerchia.

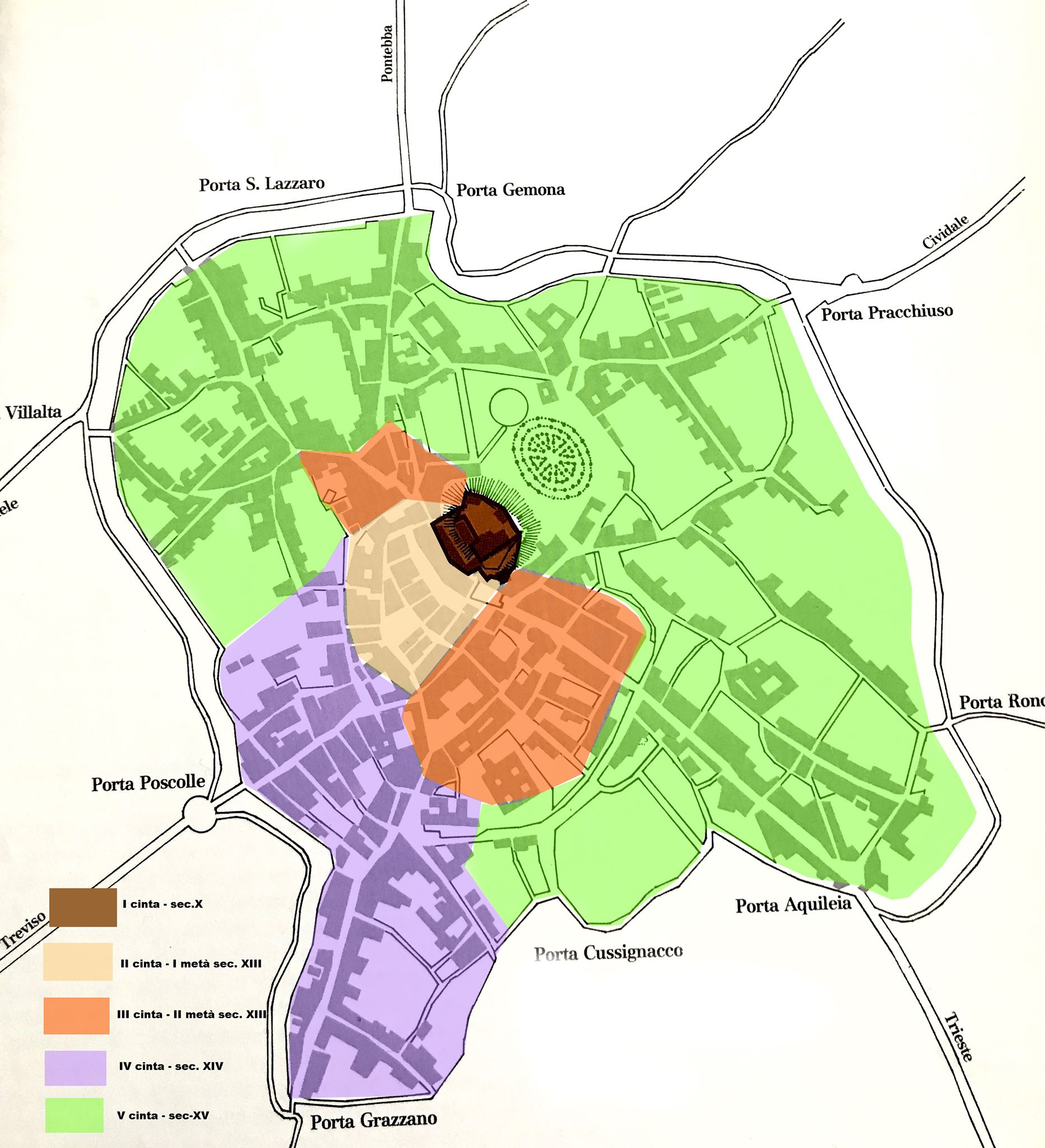
Le V cerchie: ipotesi ricostruttiva.

## Prima cerchia

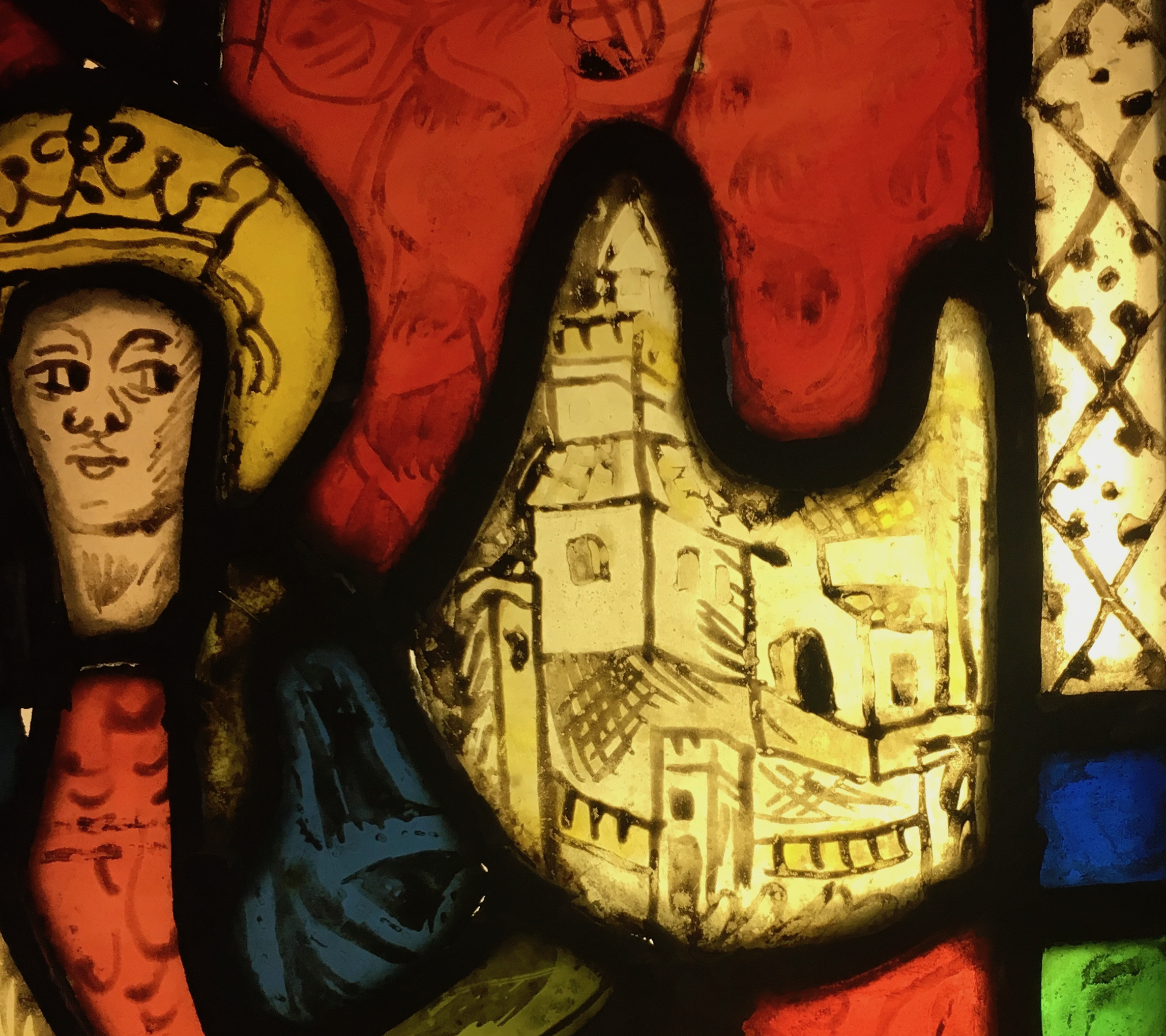
La prima cerchia nelle vetrate dell'abside della Chiesa di S.Maria di Castello (Musei civici, sec. XV)

La prima cerchia, completata attorno all'anno 1000, misurava 520 metri e si trattava in realtà di un doppio giro di mura merlate. Il superiore correva sulla sommità del colle a protezione del castello, costituito da una robusta palizzata con tratti di muro costruiti in ciottoli. Quello inferiore invece scendeva dal colle su due ali incurvate, una all'altezza dell'attuale Biblioteca Civica, l'altra (ancora visibile) adiacente alla Loggia del Lippomano, e proteggeva il lato sud-ovest alla base del colle su cui si era sviluppato un primo insediamento urbano lungo la via Sottomonte. A ovest l'abitato era protetto da un fossato, che aggirava il colle scorrendo sul sito delle attuali via Portanuova - via Mercatovecchio - via Manin. A est il colle del castello trovava difesa naturale nel bacino lacustre che occupava l'odierna piazza I maggio.
Lungo le mura si aprivano le due porte di accesso al castello, ipotizzate presso l’attuale arco Bollani (sulla cinta inferiore) e presso la chiesa di Santa Maria (su quella superiore, all'altezza dell'attuale Arco Grimani, a suddividere ancora oggi le due aree).
Vi era anche un sistema di torri, di cui resta oggi ben poco. Sul colle vi era una torre quadrata nell'angolo nord-ovest del piazzale del castello (demolita dagli Austriaci nel 1854), e lo stesso campanile della chiesa era in origine probabilmente una torre della cinta superiore. In basso, invece, sul sito dell'attuale torre dell'orologio in piazza Libertà (del XVI sec) sorgeva probabilmente una torre angolare della prima cerchia, danneggiata dal terremoto del 1511, e dotata di orologio e campana almeno dal 1370.
|  |  |  |  |  |
|  |  |  |  |  |

## Seconda cerchia

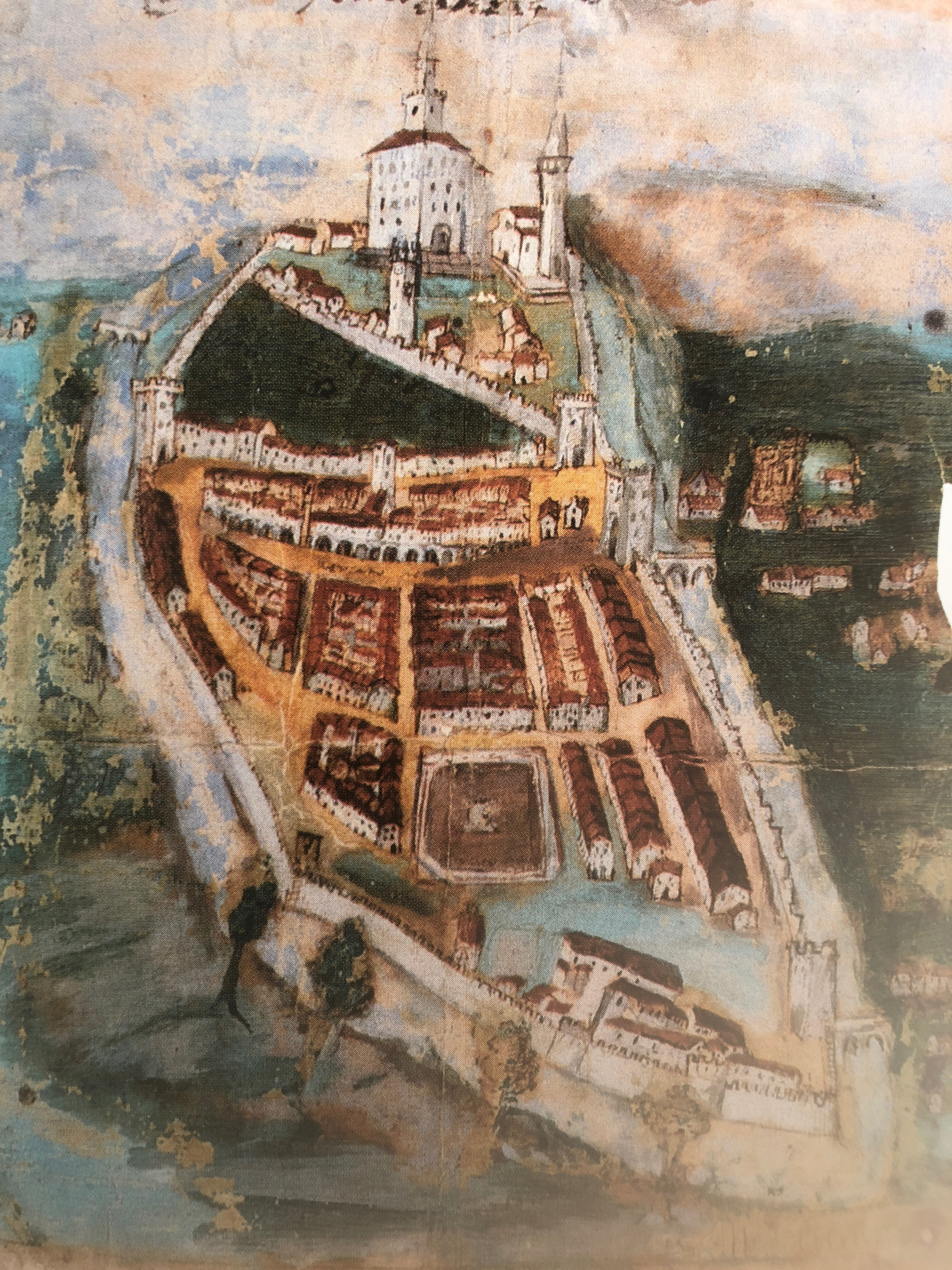
Ricostruzione della seconda cerchia in un disegno conservato presso la Biblioteca Civica, attribuito ad Enrico Palladio

La seconda cerchia, realizzata verso la metà del Duecento sotto il patriarca Gregorio da Montelongo, misurava circa 2 km e includeva l'originaria villa di Udine: rispetto alla prima cerchia, l'abitato si era infatti espanso verso ovest, probabilmente in due fasi successive. 
Poco distante, forse a Est della città lungo il torrente Torre, correva la strada principale che collegava Aquileia e i porti del litorale con i valichi montani (l'antica via Bariglaria, oggi nota come Iulia Augusta). Per la sua importanza, il tracciato della via fu probabilmente spostato fino a lambire la prima cerchia udinese: per questo fu necessario liberare la zona dalle acque del fossato, deviato lungo le attuali via Sarpi-via Pelliccerie. Per concessione del patriarca Bertoldo di Andechs nel 1223 questo tratto (che ancor oggi si chiama Mercato Vecchio) era diventato formalmente il mercato cittadino. 
Successivamente il fossato fu ulteriormente spostato a ovest, facendolo coincidere con il percorso della roggia di Udine, che da riva Bartolini piega verso via Zanon, liberando così tutta la zona dell'attuale piazza Matteotti; sul lato meridionale, il fossato che scorreva già lungo via Manin fu quindi deviato nell'attuale via Cavour, seguendo il percorso delle nuove mura. Nel 1248 il patriarca Bertoldo di Andechs, nel rinnovare la concessione del diritto di mercato, aveva previsto l’esenzione dalle imposte a chi già risiedeva nell'area dell'attuale piazza Matteotti e a quanti sarebbero venuti ad abitarvi, ponendo le basi per lo spostamento delle attività nel Mercato Nuovo.
Sulla seconda cerchia si aprivano una porta a nord (porta di Fratta in riva Bartolini, prima di piazza San Cristoforo), una porta a ovest verso borgo Poscolle (porta Poscolle "antica", in via Paolo Canciani, visibile attraverso le vetrate posteriori del negozio ex-H&M, recentemente restaurata), una porta sul vertice delle mura (la "porta Rotta") all'incirca allo sbocco di via Canciani in via Cavour, e infine una porta a sud verso Aquileia (all'altezza dell'attuale colonna del leone in piazza Libertà, che era tagliata a metà dalle mura rispetto allo spazio attuale). 
|  |  |  |
|  |  |  |

## Terza cerchia
La terza cerchia, la cui costruzione fu avviata nel 1273 sotto il patriarcato di Raimondo della Torre e completata attorno al 1300, misurava 2128 metri e si estendeva alle zone dell'attuale Duomo (inglobando via Cavour fino all'attuale via Calzolai-via Beato Odorico) e di San Cristoforo (fino all'attuale largo Antonini).

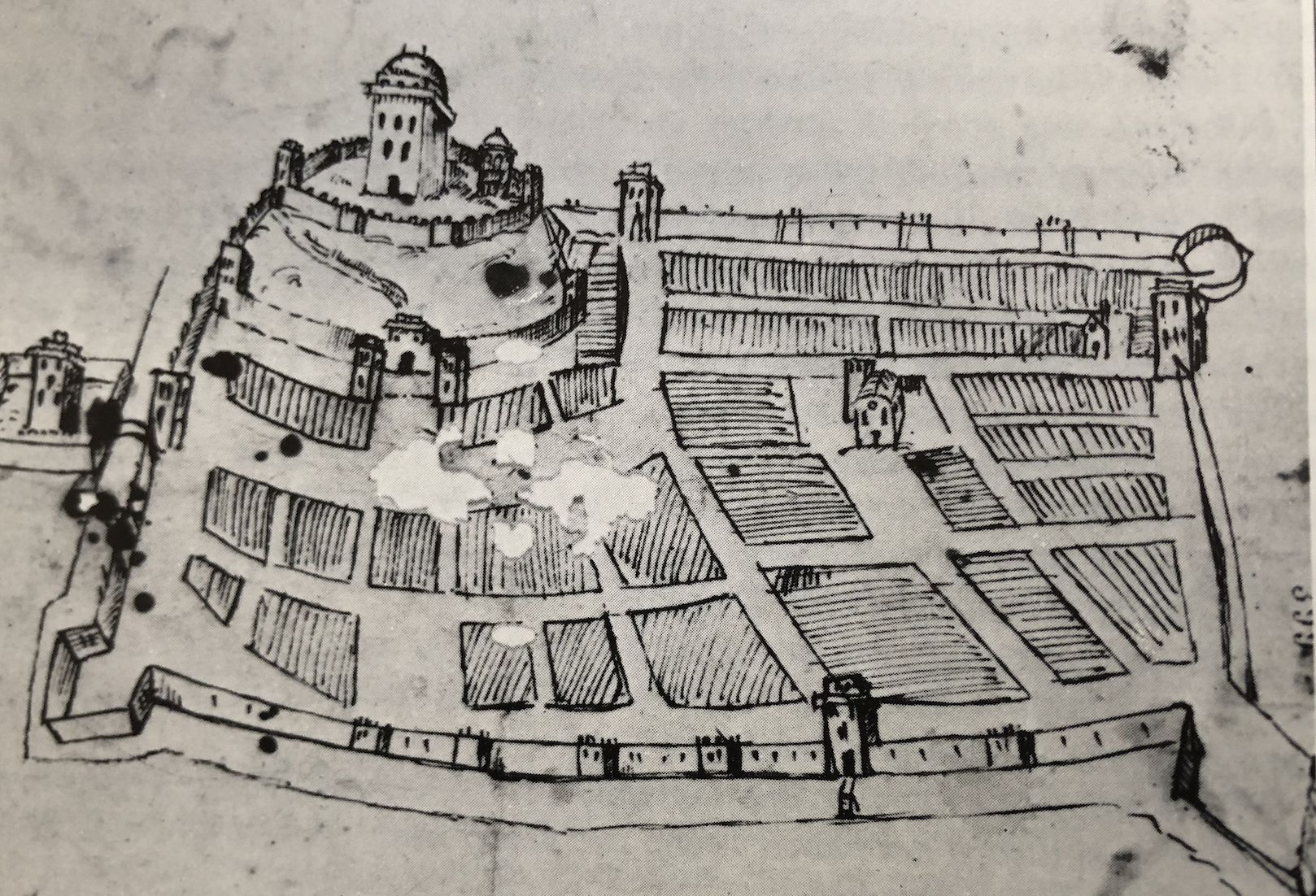
Ricostruzione della terza cerchia in un disegno conservato presso la Biblioteca Civica, attribuito ad Enrico Palladio

Su questa cinta, merlata e munita di contrafforti e battifreddi, si aprivano sette porte:
- la porta di San Bartolomeo (o porta Manin), edificata tra il 1273 ed il 1299 e ancora in piedi alla fine di via Manin, allo sbocco su piazza I Maggio;
- la porta Nuova (detta anche Arco Grimani), originariamente in fondo all'odierna via Portanuova, trasportata nel 1902 in castello dove si trova tuttora;
- la porta Gemona "interna", in via Gemona all'altezza di largo Antonini, demolita nel 1557;
- la porta di Santa Lucia, in via Palladio all'altezza di largo Antonini, demolita nel 1790;
- la porta Poscolle "interna", detta anch'essa porta Nuova, che aveva rimpiazzato poco più a est quella antica della II cerchia alla fine di via Cavour, inizio via Poscolle, demolita nel 1838;
- la porta Grazzano "interna" in via Battisti, demolita a fine 1800, di cui restano sul selciato le impronte di quattro pilastri;
- una nuova porta più a sud verso Aquileia lungo via Vittorio Veneto, all'altezza di via Calzolai.
Il percorso del fossato che correva lungo l'attuale via Cavour fu quindi spostato più a Sud, facendolo in sostanza coincidere con quello della roggia di Palma, fino a unirsi all'altra roggia sul lato sud ovest; nel suo alveo si aprivano profonde fosse ove si originavano i gorghi da cui prende nome l'omonima via odierna.  La terza cerchia era quindi interamente circondata da un circuito di fossati, che in buona sostanza coincide con l'odierno percorso delle due rogge: sul lato sud-ovest la roggia di Udine, e sul lato nord-est la roggia di Palma. 
In piazzetta Antonini in anni recenti è stato scoperto un tratto del muro originale, inglobato in vecchi edifici parzialmente demoliti; nel recupero è stata creata una porta rievocativa di fantasia.
Nello stesso periodo (siamo alla fine del Duecento) il lago che si trovava nell'odierna piazza I maggio fu in gran parte interrato lasciando spazio a quello che oggi è noto come Giardin Grande. Forse proprio da questo evento trasse ispirazione Giovanni Boccaccio, che nella novella di Madonna Dianora (ambientata a Udine) racconta di un bellissimo prato vicino alla città ..., che la mattina apparve, secondo che color che 'l vedevan testimoniavano, un de' più be' giardini che mai per alcun fosse stato veduto, con erbe e con alberi e con frutti d'ogni maniera (Decameron, novella V della X giornata).
|  |  |  |  |
|  |  |  |  |

## Quarta cerchia
La quarta cerchia, la cui costruzione fu avviata a inizio Trecento dal patriarca Pagano della Torre e completata nel 1350 circa, misurava 3814 metri e includeva terreni a sud del Duomo fino al corso dell'attuale roggia di Palma (via Gorghi-via Piave-via Crispi) e le zone di Borgo Grazzano e Borgo Poscolle.
Su di essa si aprivano sette porte:
- la porta Torriani o torre di Santa Maria, edificata nel 1295, ancora in piedi all'imbocco della via omonima in largo dei Pecile;
- la porta Poscolle "esterna", alla fine di via Poscolle, in piazza XXVI Luglio, la cui torre fu demolita nel 1857, e sostituita da una cancellata detta "porta Venezia" demolita a metà del XX secolo;
- la porta Grazzano "esterna", alla fine di via Grazzano in piazzale Cella, la cui torre fu demolita nel 1882 perché ritenuta pericolante;
- la porta Santo Spirito, all'altezza della chiesa omonima in via Crispi;
- la porta Cisis, alla fine della via omonima, chiusa intorno al 1500;
- la porta Cussignacco, alla fine di via Cussignacco, la cui torre fu demolita nel 1878 e sostituita con una struttura in ferro, definitivamente eliminata nel XX secolo;
- la nuova porta Aquileia "interna", costruita intorno al 1290 presso il ponte sulla roggia di Palma alla fine di via Vittorio Veneto, inizio via Aquileia; fu dotata intorno al 1550 anche di un orologio con campana (proveniente dalla torre di Piazza Libertà); la porta fu demolita nel 1834.
Negli anni 70 del XX secolo il percorso della quarta cerchia era anche detto circonvallazione interna, per distinguerla da quella esterna e ancora attuale lungo la quinta cerchia.
|  |  |  |  |
|  |  |  |  |
|  |  |  |  |
|  |  |  |  |

## Quinta cerchia
La quinta cerchia, la cui costruzione fu avviata intorno al 1380 dal patriarca Filippo d’Alençon e completata dopo varie interruzioni solo nel 1440 sotto il dominio veneziano, misurava 7119 metri, racchiudeva 205 ettari di terreno e, come riporta Francesco Tentori, citando lo Joppi, in essa furono aperte 13 porte, ovvero in senso antiorario da nord: porta Gemona "esterna", porta San Lazzaro, porta Villalta, porta Castellana, porta Poscolle "esterna" o Porta Venezia, porta Grazzano "esterna", porta Cisis, porta Cussignacco, porta Aquileia, porta Ronchi, porta del Bon, porta Pracchiuso, porta Sant'Agostino.
Essa coincide con l'attuale circonvallazione, e includeva oltre alle precedenti anche:
- la zona di borgo Aquileia lungo la via omonima, fino all'attuale porta Aquileia "esterna";
- l'ampia zona cinta da viale XXIII Marzo e viale Trieste a sud-est, con porta Ronchi, alla fine della via omonima, demolita nel 1910, e porta del Bon, alla fine di via Alfieri, chiusa nel 1438;
- la zona di borgo Pracchiuso a nord-est, con porta Pracchiuso, alla fine della via omonima in piazza Oberdan, demolita perché pericolante tra 1846 (torre) e 1899 (archi), e porta di Cassina (così detta perché conduceva a una cascina presso Planis), alla fine di via Sant'Agostino, da cui entrava in città la roggia di Palma, chiusa già nel 1412 perché ritenuta poco sicura;
- la zona di borgo Gemona a nord, con la porta Gemona "esterna", al termine della via omonima in piazzale Osoppo, demolita nel 1831 perché ritenuta pericolante;
- la zona di borgo San Lazzaro, con porta San Lazzaro, al termine di via Anton Lazzaro Moro in piazzale Diacono, demolita nel 1955 per esigenze di viabilità;
- la zona di borgo Villalta, con porta Villalta, ancora esistente al termine della via omonima in piazzale Cavedalis, e porta Castellana, chiusa nel 1500 circa.
|  |  |  |  |
|  |  |  |  |
|  |  |  |  |
|  |  |  |  |
|  |  |  |  |
|  |  |  |  |